# NSÍ Runavík (féminines)
Maillots
Actualités
La section féminine du NSÍ Runavík est un club féminin de football féroïen basé à Runavík. 

## Histoire
La section féminine du NSÍ est créée fin 2019 et dispute le championnat à partir de la saison 2020.
En 2021, le club remporte son premier titre en décrochant la coupe des îles Féroé face à HB (4-2). Le club réédite l'exploit en 2023 et en 2024.
Lors de la saison 2024, le NSÍ termine à égalité de points avec le KÍ, mais remporte le titre à la différence de buts. Après quatre saisons consécutives à échouer à la deuxième place, le club parvient à renverser la domination de KÍ et de ses 23 titres.

## Palmarès
Championnat des îles Féroé (1) :
- Champion en 2024
- Vice-champion en 2020, 2021, 2022 et 2023

Coupe des îles Féroé (3) :
- Vainqueur en 2021, 2023 et 2024
- Finaliste en 2020

Supercoupe des îles Féroé (1) :
- Vainqueur en 2022
- Finaliste en 2021, 2023, 2024 et 2025